# Þverártindsegg
Þverártindsegg är en ås i republiken Island. Den ligger i regionen Austurland, 280 km öster om huvudstaden Reykjavík.